# هوغو جونسون
هوغو جونسون (بالفنلندية: Hugo Jonsson)‏ (25 فبراير 1884 – 9 أبريل 1949) هو سبّاح فنلندي راحل، مثّل بلاده في الألعاب الأولمبية الصيفية 1908.

## روابط خارجية
هوغو جونسون على موقع أوليمبيديا (الإنجليزية)